# Cornelis Verbeeck
Pour les articles homonymes, voir Verbeeck.
Cornelis Verbeeck ou Cornelis Verbeecq (né vers 1590 à Haarlem (Provinces-Unies) et décédé dans la même ville entre 1637 et 1657), est un peintre de marine de l’âge d'or de la peinture néerlandaise notamment connu pour ses tableaux représentant la marine de la république des Provinces-Unies lors du siècle d'or néerlandais.

## Biographie
Cornelis Verbeeck est né vers 1590 à Haarlem dans les Provinces-Unies. 
Il est cité pour la première fois avec le peintre Hans Goderis (en) dans le livre Harlemias écrit par Theodorus Schrevelius (en), comme étant un peintre de marines. Il ne doit pas être confondu avec le père du peintre Pieter Cornelisz Verbeeck. L'artiste a été influencé par le peintre de marines Hendrick Cornelisz Vroom. Il s'est lié d'amitié avec Johannes van der Beeck et porte le surnom de 'smit' en référence à son tempérament bagarreur similaire à celle d'un forgeron. Le 12 juin 1609, il épouse Anna Pietersdr, membre de l'église réformée néerlandaise. Ils ont quatre enfants, trois filles et un fils qui deviendra peintre, mais dont on sait peu de choses à ce jour.
Il meurt entre 1637 et 1657 à Haarlem.

## Œuvres
- Navire de guerre hollandais attaquant un galion espagnol[3], National Gallery of Art, Washington
- Galion espagnol canonnant[4], National Gallery of Art, Washington